# Casa Manuel Serra
La casa Manuel Serra és un edifici situat al carrer de la Boqueria, 11-15 de Barcelona, catalogat com a bé cultural d'interès local.

## Història
El 1904, Manuel Serra i Roura va adquirir a Alexandre Cortada i Serra les finques núms. 11 i 13, i el 1905 va encarregar-ne el projecte a l'arquitecte Vicenç Artigas i Albertí.

## Descripció
Consta de planta baixa, entresòl i tres pisos. La façana està fortament estructurada a partir dos grans arcs carpanells sota els quals s'articulen tant l'entresòl com els baixos comercials, amb certa asimetria, ja que l'arc de l'esquerra és un terç més llarg que el de la dreta. Els finestrals de la primera planta d'habitatges estan units per una sola balconada llarga i estreta, amb forja complexa i sinuosa però homogènia. La resta de pisos compta amb un balcó per cada finestral. La forja és la mateixa en tots els casos. Sota el basament d'aquests balcons s'incorporaren motius florals a mode de mènsules.
El parament de l'edifici, senzillament revestit a base d'estuc, contrasta amb bona part dels baixos (la forja superior), on apareixen ja motius florals profusos, que pràcticament desapareixen fins a fer-se imperants al coronament tripartit ondulat. Les columnes que separen els baixos estan coronats per dos capitells decorats, un amb motius florals que envolten les inicials MS, i l'altre, per una munió de motius foliacis que envolten una carassa també esculpida.